# Aert Schouman

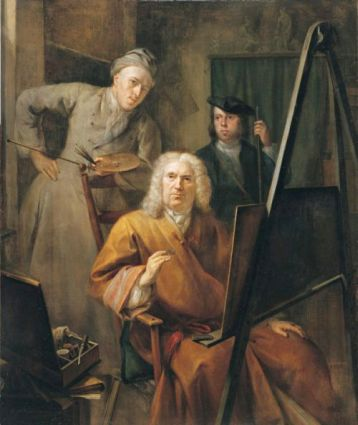
Ritratto di Cornelis van Lill (seduto), con se stesso e suo nipote.

Aert Schouman o Aart Shouman (Dordrecht, 4 marzo 1710 o 1715 – L'Aia, luglio 1792) è stato un pittore olandese del XVIII secolo originario della Repubblica olandese.

## Biografia
A 15 anni divenne apprendista dell'artista di Dordrecht, Adriaan van der Burg, insieme a Cornelis Greenwood, figlio del suo insegnante di incisione su vetro, Frans Greenwood. Schouman fu insolito tra i pittori in quanto tenne un diario dettagliato della sua vita professionale dal 16 ottobre 1733 al 16 novembre 1753. Assunse il suo primo allievo nel 1733 e continuò ad insegnare per il resto della sua vita. Dal 1742 al 1792 fu a capo della Corporazione di San Luca di Dordrecht e nel 1751 divenne reggente della scuola di disegno de L'Aia associata alla Confraternita Pictura. Nel 1736 fondò la "Confraternita" della Confrerie a L'Aia, una confraternita di amanti dell'arte amatoriale di Dordrecht e dintorni, di cui fu capo durante gli anni 1752-1762.  
Schouman fu un artista di spicco in Zelanda tra il 1735 e il 1785. Durante quel periodo visse e lavorò a Dordrecht, L'Aia e Middelburg e insegnò agli allievi a Dordrecht e a L'Aia. Si recò due volte in Inghilterra e mise assieme un'importante collezione di dipinti. Fu un prolifico e versatile pittore olandese, incisore di vetro, incisore, collezionista e commerciante, che produsse nature morte, temi biblici e mitologici, studi di storia naturale, pittura di genere, opere storiche e topografiche, ritratti, schizzi, incisioni e mezzetinte. Disegnò arazzi, arazzi dipinti e oggetti decorati come ventagli, tabacchiere e persino le finestre di vetro di una lanterna magica. I suoi allievi furono Wouter Dam, Jabes Heenck, Dirk Kuipers, Pieter Willem van Megen, Nicolaes Muys, Jan van Os Joris Ponse, Martinus Schouman (suo nipote), Jan Willem Snoek, Rutger Moens Taats, Wouter Uiterlimmige, Wilhelmus Vincentius, Jacobus Vonon e Daniël Vrijdag. Morì a L'Aia, all'età di 82 anni. 
Il suo dipinto di Cornelis van Lill, il collezionista d'arte di Dordrecht e mecenate, offre uno spaccato del rapporto tra artista e mecenate.